# 周炜鹃
周炜鹃（1986年1月3日—），中国女子赛艇运动员。她曾代表中国参加世界赛艇锦标赛，获得二枚金牌，均来自女子轻量级四人双桨项目。